# Les Contes les plus célèbres
Les Contes les plus célèbres (世界名作童話シリーズ・ワ～ォ！メルヘン王国, Sekai meisaku dōwa shirīzu - Wa-o! Meruhen ōkoku, aussi connu sous le titre: アニメ世界の童話, Anime sekai no dōwa) est une série télévisée d'animation japonaise produite par la Toei Animation en 1993 en collaboration avec Fuji Eight et Reteitalia.
Fait inédit, la série a été diffusée en France avant d'être diffusée au Japon en avril 1995. La série animée a d'abord été éditée en collection VHS à compter du 20 octobre 1994 puis diffusée sur France 3 du 22 décembre 1994 au 21 juin 1995 sur France 3 dans Les Minikeums.
Le dessin animé a été rediffusé fin août 1998 sur France 3 dans Les Zamikeums.

## Synopsis
Chaque épisode raconte un conte célèbre comme Aladin, La Belle et la Bête, La petite fille aux allumettes, Hansel et Gretel, Le chat Botté, Poucette, Pinocchio, Cendrillon, La Belle au bois dormant, La Petite Sirène, Blanche-Neige ou encore Le petit chaperon rouge...

## Épisodes
1. Aladin
2. Cendrillon
3. La Belle et la Bête
4. Le chat botté
5. Hansel et Gretel
6. La petite fille aux allumettes
7. Pinocchio
8. Blanche-Neige
9. Les trois petits cochons
10. Robin des bois
11. La Belle au bois dormant
12. L'oie d'or
13. Le loup et les sept cabris
14. Alice au pays des merveilles
15. Ali Baba et les 40 voleurs
16. Poucette
17. Le petit chaperon rouge
18. Les voyages de Gulliver
19. Les trois mousquetaires
20. Le petit soldat
21. Le magicien d'Oz
22. L'habit neuf de l'empereur
23. Les musiciens de Brême
24. La Petite Sirène
25. Les aventures de Sinbad le marin
26. Heidi

## Commentaires
- Les premières images de cette série ont été diffusées en France le 20 octobre 1994 lors du lancement de la collection des Editions Atlas[3], soit plusieurs mois avant la première diffusion au Japon en avril 1995.
- Tous les épisodes, sauf trois[4], ont été édités en VHS sous la collection des Éditions Atlas nommée Le Monde fabuleux des Contes animée par Carlos et parue entre octobre 1994 et avril 1996.
- Le générique est chanté par Claude Lombard, qui a interprété de nombreux génériques d'animés japonais diffusés sur La Cinq.
- Chaque épisode est réalisé par une équipe différente[5]. Les musiques de la version japonaise (remplacées pour la version française) sont quant à elles composées par Seiji Yokoyama, déjà à l'origine de la bande originale de la série Les Chevaliers du Zodiaque.
- Il s'agit d'une co-production italo-japonaise. Jun'ichi Satō, le directeur technique de l'épisode Poucette indique en 2021 dans une interview que l'entente avec les producteurs italiens n'a pas été aisée car ils ne sont pas entendus sur la physionomie des personnages de la série[6].